# Dalechampia regnellii
Dalechampia regnellii är en törelväxtart som beskrevs av Johannes Müller Argoviensis. Dalechampia regnellii ingår i släktet Dalechampia och familjen törelväxter. Inga underarter finns listade i Catalogue of Life.